# Zeacumantus subcarinatus
Zeacumantus subcarinatus är en snäckart som först beskrevs av G.B. Sowerby II 1855.  Zeacumantus subcarinatus ingår i släktet Zeacumantus och familjen Batillariidae. Inga underarter finns listade i Catalogue of Life.